# Pteromylaeus bovinus
La vaccarella (Pteromylaeus bovinus (Geoffroy Saint-Hilaire, 1817)), chiamata anche colombo di mare e pesce vescovo, è un pesce cartilagineo della famiglia Myliobatidae.

## Descrizione
Il suo aspetto è simile a quello dell'aquila di mare, dalla quale differisce per un muso più pronunciato e appuntito e una maggiore stazza (può raggiungere i 2,5 metri di lunghezza e gli 80 chili di peso). Il suo colore è marrone chiaro sul dorso e bianco sul ventre; gli esemplari giovani sono caratterizzate da sette o otto strisce dorsali che spariscono al raggiungimento dell'età adulta. Le sue alette dorsali sono situate alla stessa altezza di quelle pelviche.

## Distribuzione e habitat
È ampiamente presente nell'Oceano Atlantico orientale, nell'Oceano Indiano sudoccidentale, nel Mar Mediterraneo e nel Mar Nero. La sua presenza nell'Atlantico è a volte controversa anche se con tutta probabilità è confermata sulle coste del Marocco, Sahara Occidentale, Senegal, Isole Canarie, Madera, Mauritania, Gambia. Guinea e Guinea-Bissau.
È una specie propria delle acque temperate e tropicali così come di lagune ed estuari fluviali.

## Biologia
Vive in piccoli gruppi.
La sua alimentazione si compone soprattutto di crostacei e molluschi del fondo marino.
Si tratta di animale ovoviviparo; la femmina partorisce una figliata di tre o quattro piccoli dopo una gestazione molto variabile lunga tra i cinque ed i dodici mesi.